# 職業訓練指導員 (電気科)
職業訓練指導員 (電気科)（しょくぎょうくんれんしどういん でんきか）は、職業訓練指導員免許のうちの1つ。厚生労働省管轄。

## 受験資格
職業訓練指導員免許の受験資格と試験免除を参照。
電気科においては、第一種、第二種又は第三種電気主任技術者、エネルギー管理士（電気分野）の保有者、及び電気機器国家試験合格者は実務経験不要。さらに「系基礎学科」、「専攻学科」の各試験が免除され、「指導方法」の学科試験と「実技」のみでよい。

## 試験科目

### 学科試験
1. 指導方法（職業訓練原理、教科指導法、訓練生の心理、生活指導及び職業訓練関係法規）
2. 関連学科
  1. 系基礎学科
    1. 電気理論（電気磁気学　直流及び交流理論）
    2. 電子工学（デジタル回路　アナログ回路　半導体工学　測定法）
    3. 電気・電子機器（電気機器　電子機器）
    4. 材料（電気材料　電子部品）
    5. 安全衛生（安全管理　衛生管理）

  2. 専攻学科
    1. 制御工学（制御理論　数値制御　コンピュータ制御）
    2. 工作法（電気機器の組立て、修理及び調整法）
    3. 電気製図（回路設計　読図法　材料力学）
    4. 電力電子工学（電力変換　直流交流変換　電力制御技術）

### 実技試験
1. 製造設備組立て
2. 電気機器組立て
3. 電気製図